# Evert Sickinghe

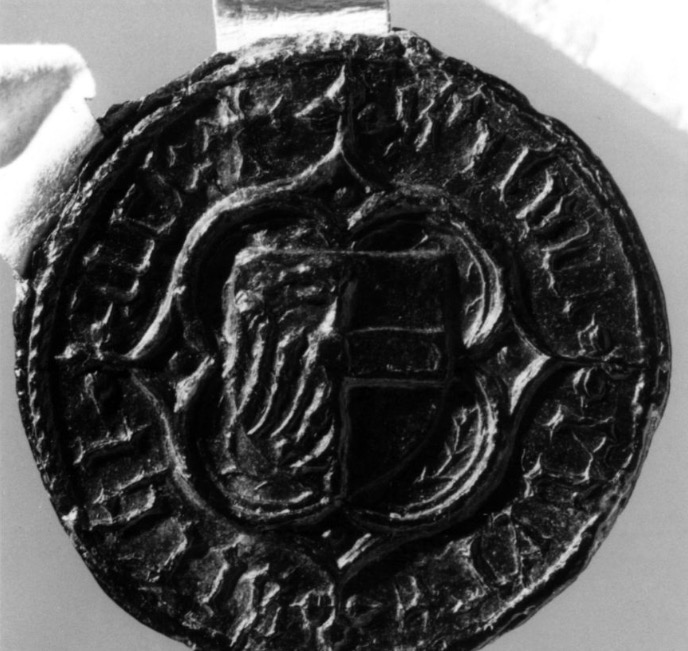
Zegel van Evert Sickinghe, provest van Loppersum, 13 april 1452

Evert Sickinghe (circa 1390 - circa 1472) was tiendheer van de Tamminga-tienden, hoofdeling te Winsum, proost van Loppersum, hoofdman van de stad Groningen en redger te Winsum, Baflo en Den Andel. Hij was een schoonzoon van de bekende Oost-Friese hoofdeling en legeraanvoerder Focko Ukena. Door dit huwelijk kreeg hij familiebanden met Ulrich I van Oost-Friesland, eerste graaf van Oost-Friesland ooit. In 1463 werd Sickinghe door David van Bourgondië, bisschop van Utrecht, beleend met de Tamminga-tienden.

## Afkomst en opleiding
Sickinghe, telg uit het oud adellijke regentengeslacht Sickinghe, werd geboren als zoon van Johan Sickinghe (†1421/1445) en Jey van Heemstra (†1436), telg uit het Fries oud adellijke geslacht van Heemstra. Zowel zijn vader Johan als zijn broer Ludolf Sickinghe waren burgemeester van de stad Groningen geweest. Zijn broer, Feyo I Sickinghe, was heer van de borg te Winsum. 
Ook zijn grootvader Lubbert Sickinghe, erkend stamvader van het geslacht Sickinghe, was burgemeester van de stad. Evert zelf was op zijn beurt een oom van de burgemeester en hoofdman van Groningen Peter Sickinghe; destijds een van de aanzienlijkste leden van het patriciaat. 
Hij stond sinds 1431 aan de Universiteit van Keulen ingeschreven

## Familierelaties en bezittingen

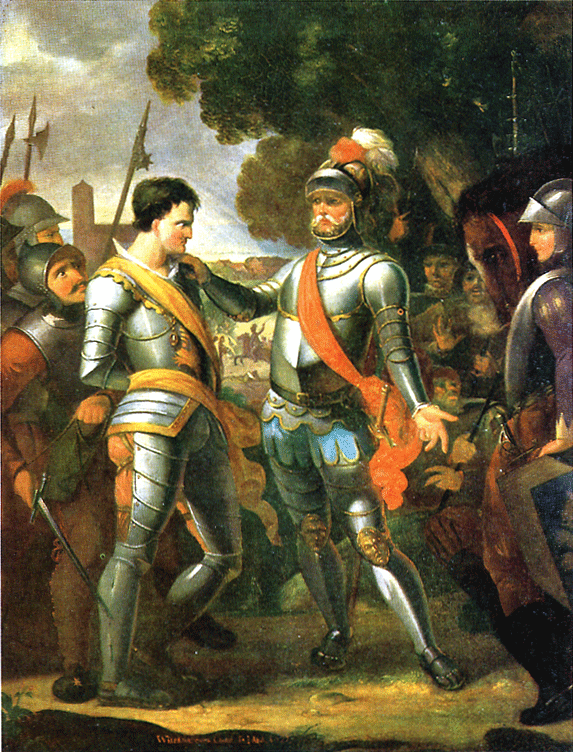
De schoonvader van Evert Sickinghe, Focko Ukena (rechts), krijgt Ocko II tom Brok (links) gevangen voorgeleid

Sickinghe was tussen 1457 en 1470 hoofdeling te Winsum. Hij was een neef van Catharina van der Does, telg uit het oud adellijke geslacht van der Does.
Sickinghe was getrouwd met Amke Ukena (ca. 1390 - 1445), dochter van de bekende Oost-Friese hoofdeling Focko Ukena (ca. 1365 - 1437). De eerste echtgenoot van Amke, Sibet Papinga van Riustringen (1394-1433), sneuvelde met 2 van haar broers tijdens de Oost-Friese bevrijdingsoorlog bij de slag bij Bargebur. Amke trok na de nederlaag met haar vader Focko richting de Ommelanden. Ten tijde van de hoog oplopende spanningen tussen Focko Ukena en Ocko II tom Brok, liet Focko zijn zoons en dochters allemaal strategische huwelijken met belangrijke hoofdelingenfamilies in de Ommelanden sluiten. Hieronder viel de familie Sickinghe en enige tijd na hun aankomst in de Ommelanden trouwde Amke (tussen 1438 en 1445) met Evert Sickinghe.
Een oorkonde van 21 februari 1438 bevat de belofte van Ulfrede, opgelegd aan Emden, door Elso Fockema en Johan te Made. Evert Sickinghe staat vermeld als getuige. Het zegel hangt nog volmaakt ongeschonden aan de oorkonde.

Rond 1445 woont Sickinghe samen met zijn vrouw op de westelijke Ripperdaborg. In datzelfde jaar komt hij voor als mede-erfgename bij de akte van scheiding tussen enerzijds Evert Sickinghe en Hiddeke van Wijtwerd en aan de andere zijde Abeke en Hidde Onsta. Hidde was een oom van Evert. Verschillende akten uit die tijd laten zien dat Evert en zijn vrouw vele steenhuizen en boerderijen bezaten. Na hun kinderloos overlijden ging een groot aantal onroerende goederen over op het geslacht Ripperda en haar Winsumer stamvader, Focco I Ripperda. Enige tijd na het overlijden van hun vader Johan Sickinghe, werd op 1456 een akte van scheiding van de nalatenschap tussen Evert en Feyo opgemaakt. In 1457 verkopen Evert en zijn broer Feyo aan de zoons van Abel Onsta het Sickinghehuis. Dit was hun ouderlijk huis, met hofstede, gang, schuur en hof, gelegen ten Westen van de Boteringenstraat, naast Potters huis. Daarnaast regelen zij het recht op kerkstoelen en zitplaatsen in de Martinikerk, de A-kerk en de Broerkerk.  

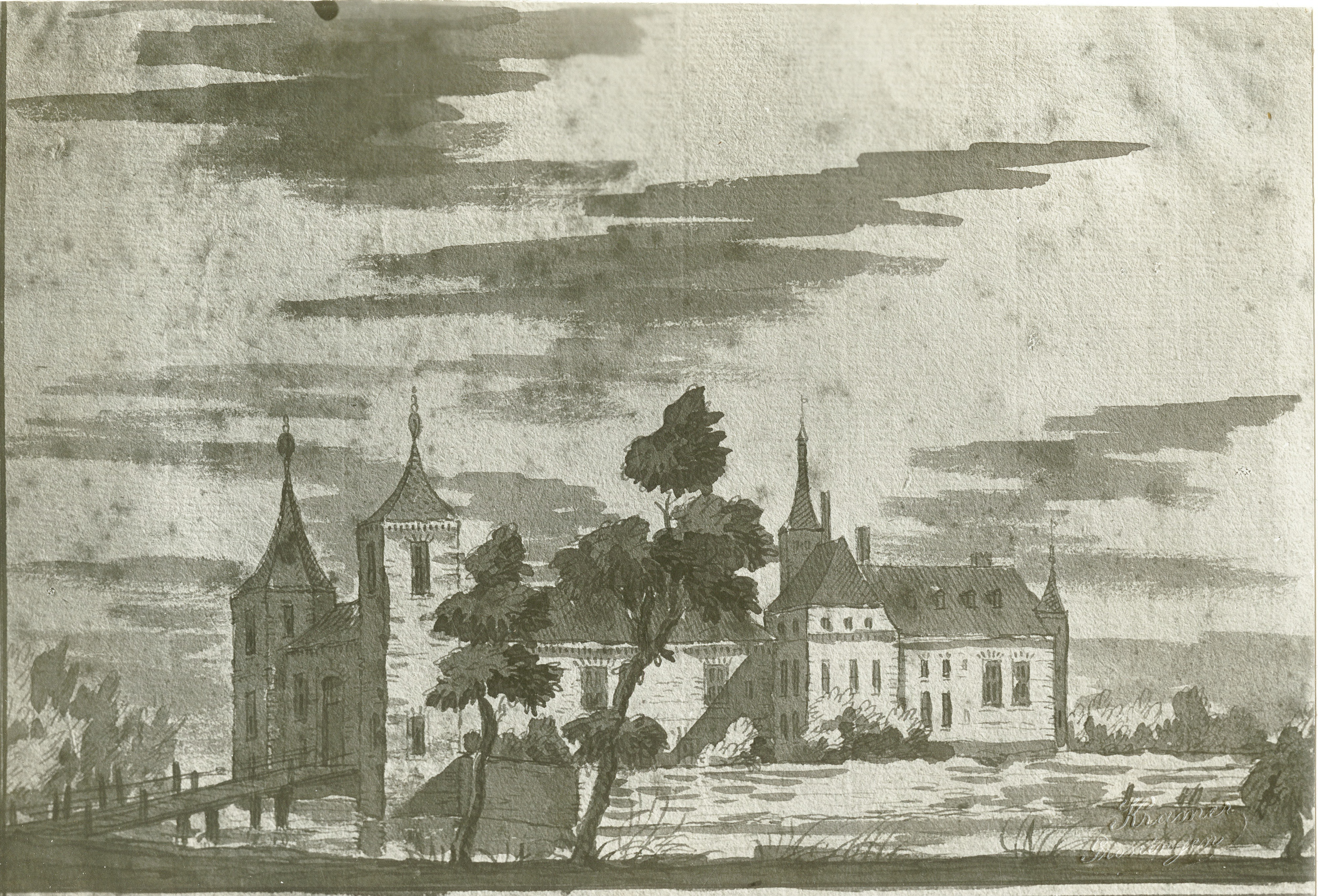
Voorstellende de Ripperdaborg of het huis te Winsum. De tekening is een mystificatie uit 1622. Mocht dit de borg bij Winsum voorstellen, dan is het wel een ontzettend groot gebouw geweest.

## Werk
In 1434 verkreeg Sickinghe samen met zijn vader Johan het gildrecht van Groningen en in 1438 en 1439 was hij hoofdman van de stad.

### Als proost van Loppersum
Op 19 september 1441 legde Evert Sickinghe de eed af aan de bisschop van Münster Hendrik II. van Meurs (ca. 1391 - 1450) en werd hij proost van de halve proosdij te Loppersum. Hij zweert loyaliteit en gehoorzaamheid aan de bisschop, zijn opvolgers en functionarissen en verbindt zich ertoe elke drie jaar vijf mark te zullen betalen. Als schoonzoon van Focko Ukena volgde Evert Focko's jong overleden zoon, Sjiabbe van Garreweer, op. In zijn rol als proost trad hij in 1452 op als zoenslid bij een geschil tussen twee families over de Fradamaheerd. Sickinghe bleef proost tot 1464/1465. 

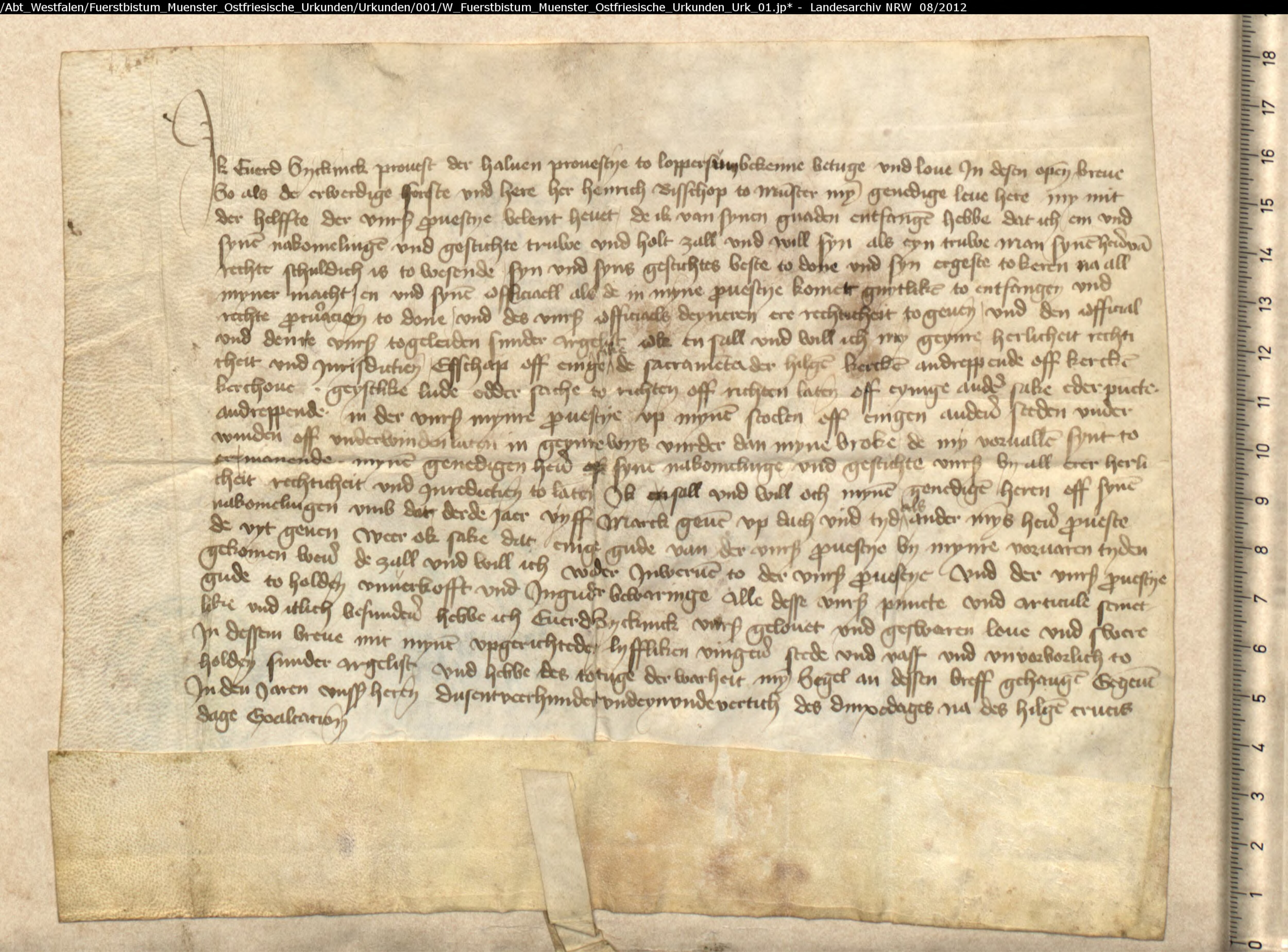
De eed van Evert Sickinghe aan de bisschop van Münster Hendrik II. van Meurs op 19 september 1441

Zijn laatst bekende optreden als proost is op 4 mei 1465. Op een akte vermeldt Evert Sicking, proost te Loppersum en redger in Den Andel, dat hij samen met zijn wedman Sicko aan de abt Hindrick en het klooster Selwerd vijf schaapsgrazen heeft toegewezen. Aangezien hij kinderloos overleed kwam de proosdij in het bezit van zijn zwagers Uncke Ripperda en Ewe Ewesma.

### Als redger
Als Ommelander bestuurder komt hij in ten minste 1447 voor als redger te Baflo, in 1462 als zodanig te Winsum en in 1465 als zodanig te Den Andel. In 1448 had Ewo Erikes, hoofdeling van Jemgum, een geschil met de kleinkinderen van Focko Ukena over een stenen huis. In 1454 werd dit geschil beslecht door een verdrag met Evert Sickinghe. 
Sickinghe komt voor het laatst voor in 1470. Op een akte van 21 november verklaren de burgemeesters en raad van Groningen dat Abel Onsta, hoofdeling te Sauwerd Evert Sickinghe, hoofdeling te Winsum, Clawes Kater, hoofdeling te Bedum en Johan Huginge het schot, opgebracht door hun onderzaten in Ubbega en Inredijck, hebben ingeleverd.

## Ontvanger van de Tamminga-tienden

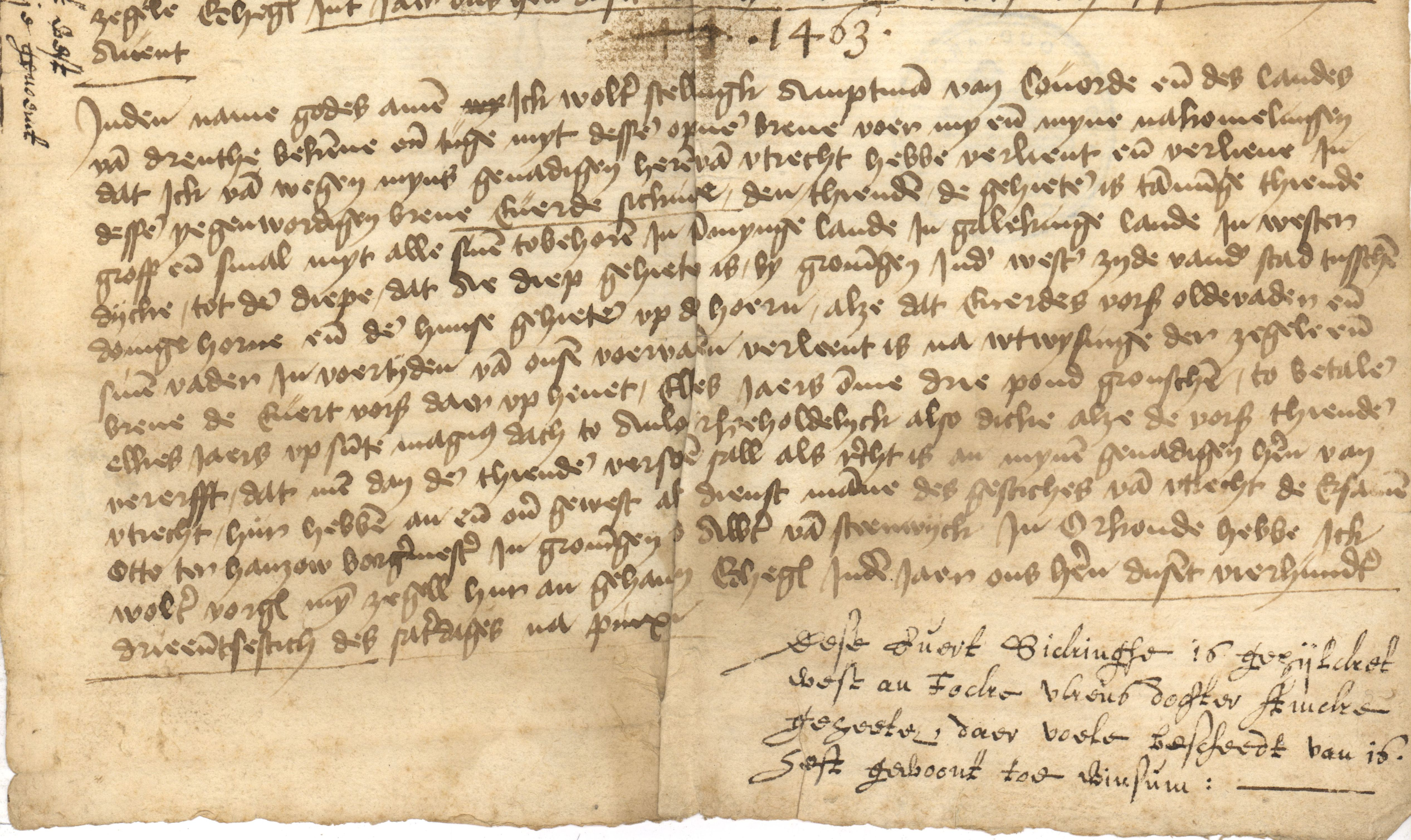
De akte van verlening van de Tamminga-tienden door de bisschop van Utrecht, 1463

In 1463 werd Evert Sickinghe door de bisschop van Utrecht, David van Bourgondië (1427-1496), beleend met de Tamminga-tienden. Belener was de ambtman van Coevorden en drost van Drenthe Wolter Stelling.
Evert Sickinghe overleed waarschijnlijk tussen 1470 en 1475. 